# Joan Costa i Font
Joan Costa i Font (Palafrugell, 10 de febrer de 1910 - València, 25 de febrer de 1985) fou un jugador de futbol català de les dècades de 1930 i 1940.

## Trajectòria
Format al FC Palafrugell, fitxà pel València CF el 1929 tot just acabat el Campionat Valencià, quan encara no havia complert els 20 anys, recomanat per Raimon Miquel. Defensà els colors del club valencià fins a 1935, any en què retornà a Catalunya per jugar al RCD Espanyol. Al club blanc-i-blau jugà 11 partits de lliga durant la temporada 1935-36. Acabada la Guerra Civil jugà una nova temporada al València. En les set temporades al club guanyà cinc campionats valencians i assolí un ascens a Primera. Continuà jugant a diversos clubs de la regió com el Llevant UE, el CE Alcoià on tornà a jugar dues temporades a primera divisió i acabà la seva trajectòria a l'Albacete Balompié. Disputà un partit amb la selecció catalana de futbol l'any 1936.

## Palmarès
València CF
- Campionat de València de futbol: 1930-31, 1931-32, 1932-33, 1933-34, 1939-40
- Segona Divisió espanyola: 1930-31